# Peter Gabriel (album, 1978)
Peter Gabriel (označováno jako Scratch) je druhé sólové studiové album Petera Gabriela, vydané v roce 1978. Autorem obalu je Hipgnosis. Jedná se o jeho druhé eponymní album z celkových čtyř.

## Seznam skladeb
| Pořadí         | Název                              | Autor                  | Délka |
| -------------- | ---------------------------------- | ---------------------- | ----- |
| 1.             | On the Air                         | P. Gabriel             | 5:30  |
| 2.             | D.I.Y.                             | P. Gabriel             | 2:37  |
| 3.             | Mother of Violence                 | P. Gabriel, J. Gabriel | 3:10  |
| 4.             | A Wonderful Day in a One-Way World | P. Gabriel             | 3:33  |
| 5.             | White Shadow                       | P. Gabriel             | 5:14  |
| 6.             | Indigo                             | P. Gabriel             | 3:30  |
| 7.             | Animal Magic                       | P. Gabriel             | 3:26  |
| 8.             | Exposure                           | P. Gabriel, Fripp      | 4:12  |
| 9.             | Flotsam and Jetsam                 | P. Gabriel             | 2:17  |
| 10.            | Perspective                        | P. Gabriel             | 3:23  |
| 11.            | Home Sweet Home                    | P. Gabriel             | 4:37  |
| Celková délka: | Celková délka:                     | Celková délka:         | 41:29 |

## Musicians
- Peter Gabriel – zpěv, varhany (11), klavír (2), syntezátor (5, 7)
- Tony Levin – baskytara (1, 5, 7, 8, 10, 11), Chapman stick (2, 4, 9), strunná basa (6), aranže zobcové flétny (6, 9), doprovodný zpěv (1, 4, 7, 10, 11)
- Sid McGinnis – elektrická kytara (1, 4, 8, 9, 10, 11), akustická kytara (2, 3), steel kytara (3, 4, 5, 6, 9, 11), mandolína (2), doprovodný zpěv (7)
- Larry Fast – syntezátor (1, 2, 5, 7, 10)
- Robert Fripp – elektrická kytara (1, 3, 5, 10), akustická kytara (5), Frippertronics (8)
- Bayete – klávesy (2, 4, 6, 7)
- Roy Bittan – klávesy (1, 3, 5, 6, 10, 11)
- Jerry Marotta – bicí (všechny skladby mimo 3), doprovodný zpěv (1, 4, 10, 11)
- Tim Capello – saxofon (10, 11)
- George Marge – zobcová flétna (6, 8, 9)
- John Tims (3)